# Liga do Pensamento Livre Democrático
Liga do Pensamento Livre Democrático (VDB, neerlandês: Vrijzinnig Democratische Bond) foi um partido político progressista, liberal-social e radical dos Países Baixos. O VDB desempenhou um papel relativamente grande na política holandesa, fornecendo um primeiro-ministro, Wim Schermerhorn. A Liga é a antecessora de dois dos principais partidos políticos holandeses, o Partido Popular para a Liberdade e Democracia (VVD) e o Partido do Trabalho (PvdA). Os social-liberais Democratas 66 também afirmam que estão ideologicamente conectadas com o VDB.

## Ideologia e propostas
Era um partido progressista que assumiu as propostas democráticas de controle do Estado pelo povo. Acreditava na propriedade privada, mas valorizava a utilidade social dela e a intervenção do Estado na economia. Isso se manifesta na criação das bases de um estado de bem-estar com a implementação de pensões públicas e subsídios de desemprego, propriedade pública de serviços básicos, como ferrovias e indústrias de energia e na promoção pelo estado do cooperativismo. Também tinha uma agenda proto-feminista, defendendo o voto feminino e a participação das mulheres na vida pública, social e económica do país. Propunha também a supressão da Primeira Câmara, a faculdade de votar as leis de cidadania em referendo, que os trabalhadores tivessem voz na sua formação, dar autonomia às Índias Orientais e a participação dos indígenas na vida política do território e a proteção da beleza natural. A Liga era uma organização liberal de costumes.
Apoiante de um exército popular holandês nos seus primórdios, no período entre guerras era a favor de um desarmamento geral, política que abandonou em meados da década de 1930 devido às convulsões mundiais.

## Eleitorado
O eleitorado do D66 era composto principalmente por ateus e protestantes liberais das classes superiores: o partido era apoiado por professores, funcionários públicos, intelectuais e professores qualificados. Regionalmente, o VDB recebia a maior parte do seu apoio nas grandes cidades de Amesterdão e Roterdão, mas também em centros provinciais em Groningen, Drenthe, Holanda do Norte e Holanda do Sul.

## Resultados eleitorais

### Eleições legislativas

#### Segunda Câmara
| Data | Líder           | Cl. | Votos   | %             | +/-  | Deputados | +/-     | Status               |
| ---- | --------------- | --- | ------- | ------------- | ---- | --------- | ------- | -------------------- |
| 1901 | Hendrik Drucker | 6.º | 23 398  | 7,3 / 100,0   |      | 9 / 100   |         | Oposição             |
| 1905 | Hendrik Drucker | 6.º | 51 595  | 8,8 / 100,0   | 1,5  | 11 / 100  | 2       | Governo (1905-1907)  |
| 1905 | Hendrik Drucker | 6.º | 51 595  | 8,8 / 100,0   | 1,5  | 11 / 100  | 2       | Oposição (1905-1907) |
| 1909 | Hendrik Drucker | 6.º | 54 007  | 9,1 / 100,0   | 0,3  | 9 / 100   | 2       | Oposição             |
| 1913 | Dirk Bos        | 6.º | 56 462  | 7,3 / 100,0   | 1,8  | 7 / 100   | 2       | Apoio parlamentar    |
| 1917 | Henri Marchant  |     |         |               |      | 8 / 100   | 1       | Apoio parlamentar    |
| 1918 | Henri Marchant  | 6.º | 70 674  | 5,27 / 100,00 |      | 5 / 100   | 3       | Oposição             |
| 1922 | Henri Marchant  | 6.º | 134 595 | 4,59 / 100,00 | 0,68 | 5 / 100   | Estável | Oposição             |
| 1925 | Henri Marchant  | 6.º | 187 183 | 6,07 / 100,00 | 1,48 | 7 / 100   | 2       | Oposição             |
| 1929 | Henri Marchant  | 6.º | 208 979 | 6,18 / 100,00 | 0,11 | 7 / 100   | Estável | Oposição             |
| 1933 | Dolf Joekes     | 6.º | 188 950 | 5,08 / 100,00 | 1,10 | 6 / 100   | 1       | Governo              |
| 1937 | Pieter Oud      | 5.º | 239 502 | 5,90 / 100,00 | 0,82 | 6 / 100   | Estável | Oposição (1937-1939) |
| 1937 | Pieter Oud      | 5.º | 239 502 | 5,90 / 100,00 | 0,82 | 6 / 100   | Estável | Governo (1939-1946)  |

#### Primeira Câmara
| Data | Deputados | +/-     |
| ---- | --------- | ------- |
| 1901 | 0 / 50    |         |
| 1904 | 1 / 50    | 1       |
| 1908 | 1 / 50    | Estável |
| 1911 | 2 / 50    | 1       |
| 1914 | 2 / 50    | Estável |
| 1917 | 3 / 50    | 1       |
| 1919 | 2 / 50    | 1       |
| 1922 | 4 / 50    | 2       |
| 1923 | 3 / 50    | 1       |
| 1926 | 3 / 50    | Estável |
| 1929 | 4 / 50    | 1       |
| 1932 | 4 / 50    | Estável |
| 1935 | 3 / 50    | 1       |
| 1937 | 2 / 50    | 1       |